# Pluteaceae
Pluteaceae es una familia de hongos basidiomicetos del orden Agaricales, que producen cuerpos fructíferos de pequeño o medio tamaño. Se caracterizan por presentar láminas libres y esporada de color rosado. Los miembros de Pluteaceae pueden confundirse con los de la familia Entolomataceae, que presentan esporas angulosas y láminas adheridas al píleo. Los tres géneros de Pluteaceae son Volvariella y Pluteus —de amplia distribución—, y el poco frecuente Chamaeota.

## Algunas especies representativas
- Pluteus cervinus, o su sinónimo Pluteus atricapillus
- Pluteus concentricus
- Pluteus leoninus
- Pluteus murinus
- Volvariella bombycina
- Volvariella speciosa
- Volvariella volvacea